# Bečmen
Bečmen (cyr. Бечмен) – wieś w Serbii, w mieście Belgrad, w gminie miejskiej Surčin. W 2011 roku liczyła 3785 mieszkańców.